# Blenheim (Nowy Jork)
Blenheim – town w Stanach Zjednoczonych, w stanie Nowy Jork, w hrabstwie Schoharie.
Powierzchnia town wynosi 34,39 mi² (około 89 km²). Według stanu na 2010 rok jego populacja wynosi 337 osób, a liczba gospodarstw domowych: 361. W 2000 roku zamieszkiwało je 330 osób, a w 1990 mieszkańców było 332.